# Affaire du Résident Bardez

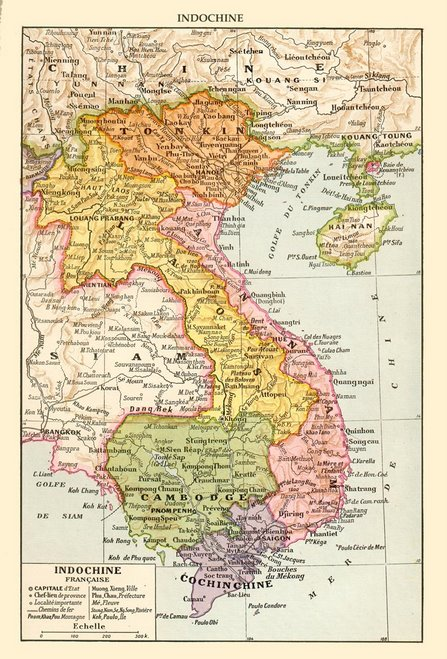
L'Indochine française vers 1930

En avril 1925, sous le protectorat français, le Résident de la province cambodgienne de Kampong Chhnang est tué lors d'une révolte contre l'augmentation des impôts. Le village de Krang Laev [Krainling], siège de la révolte, est rasé. Ses 300 habitants sont arrêtés. Au procès, une condamnation à mort et cinq emprisonnements à vie sont prononcés. Mais celui-ci servira en fait de tribune afin de dénoncer les abus de l'administration coloniale.  

## Déroulement

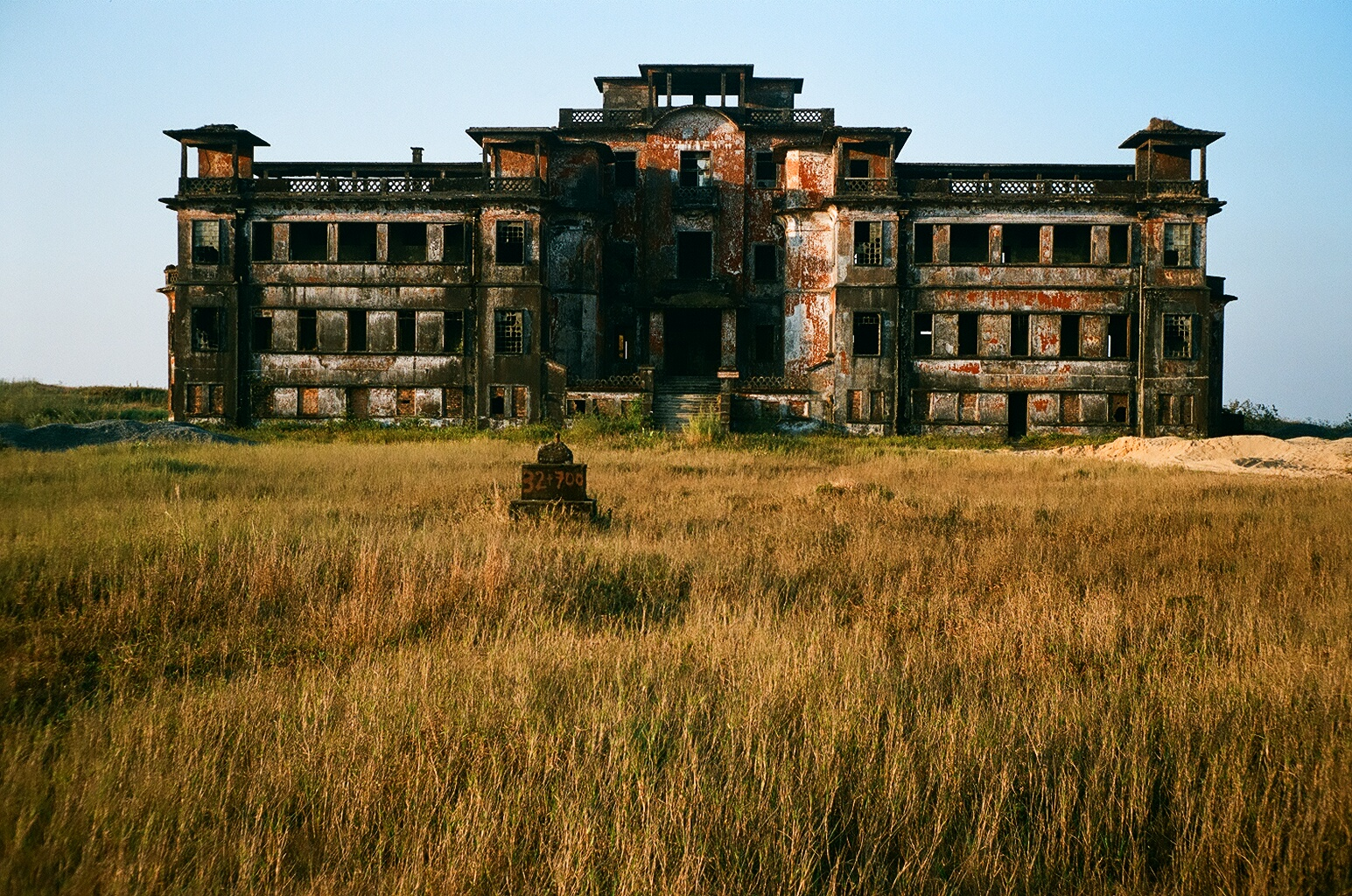
Le Bokor Palace près de kampot

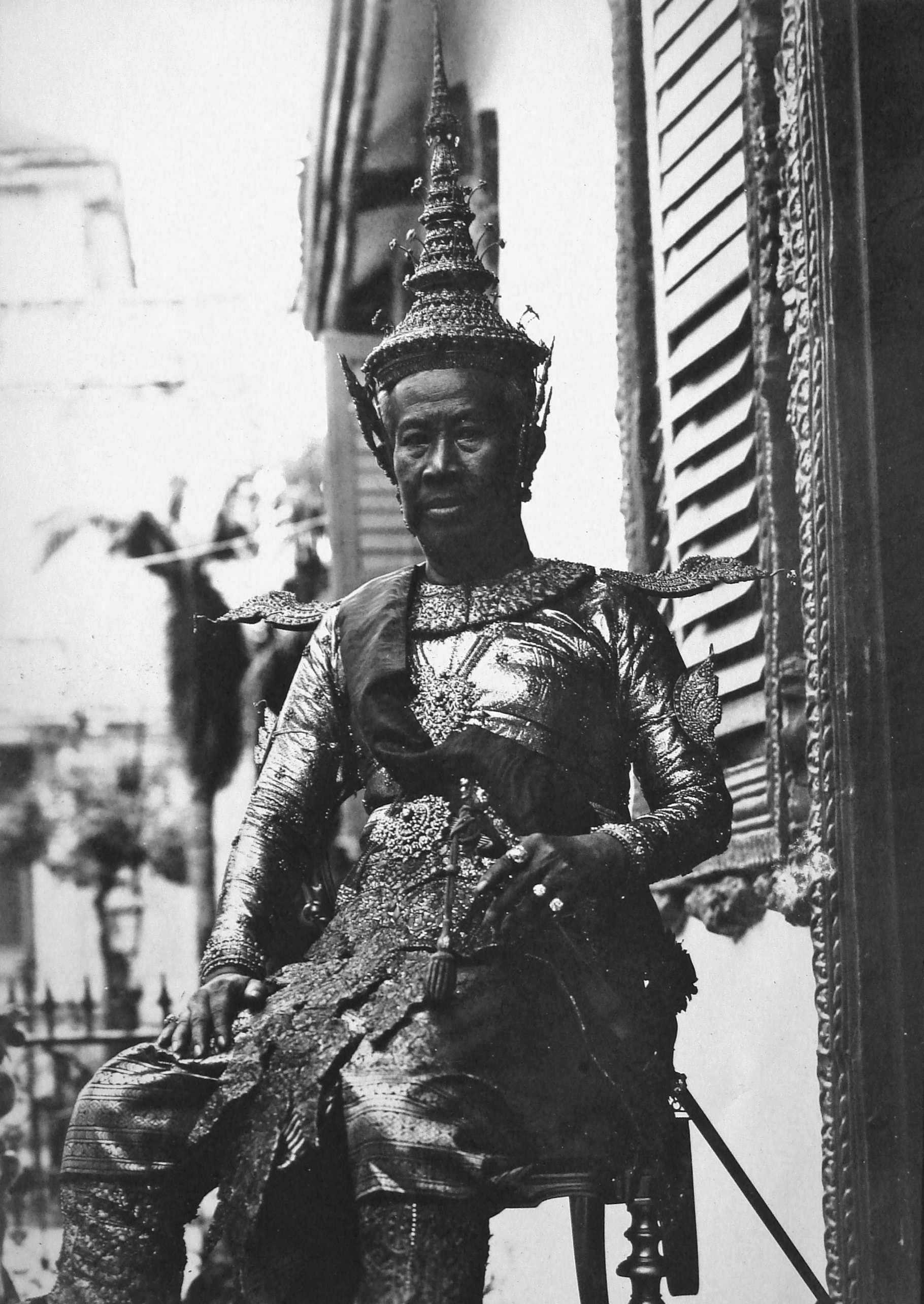
Prince Sisowath, roi du Cambodge de 1904 à 1927

Fin 1924, de nouvelles taxes sont décidées par le Résident Supérieur Baudoin et le roi Sisowath. Elles doivent servir, entre autres, à couvrir les dépenses occasionnées par la construction du Bokor Palace Hôtel (inauguré avec faste le 14 février 1925) ainsi que le nouveau yacht royal, lancé en mai 1925.
Félix Louis Bardez, ex-secrétaire particulier de Baudoin, ancien sous-officier colonial, est résident de France à Kompong-Chtang. Baudoin ordonne de collecter à l'avance l’impôt sur le riz. Les Cambodgiens renâclent devant la lourdeur des taxes et le spectacle du gaspillage des deniers publics.
Le 18 avril 1925, Bardez arrive au village de Krang Laev. Il convoque les habitants qu'il retient en otages dans le bâtiment communal jusqu'à ce que les taxes soient payées. Une délégation de femmes se rend près de Bardez. Il les renvoie et leur parle rudement. Les villageois exaspérés envahissent le bâtiment. Bardez, son secrétaire et le milicien qui l’accompagne sont battus à mort par la foule.
Dès le 23 avril, une ordonnance royale décrète la commune de Krang Laev comme « bestiale » (direchan). Dix-huit personnes sont jugées en décembre 1925. Le procès devient celui des abus du pouvoir colonial. Les près de 900 morts de la route du Bokor et les dépenses somptuaires du Protectorat  y sont évoqués. Une condamnation à mort et cinq emprisonnement à vie sont prononcés.

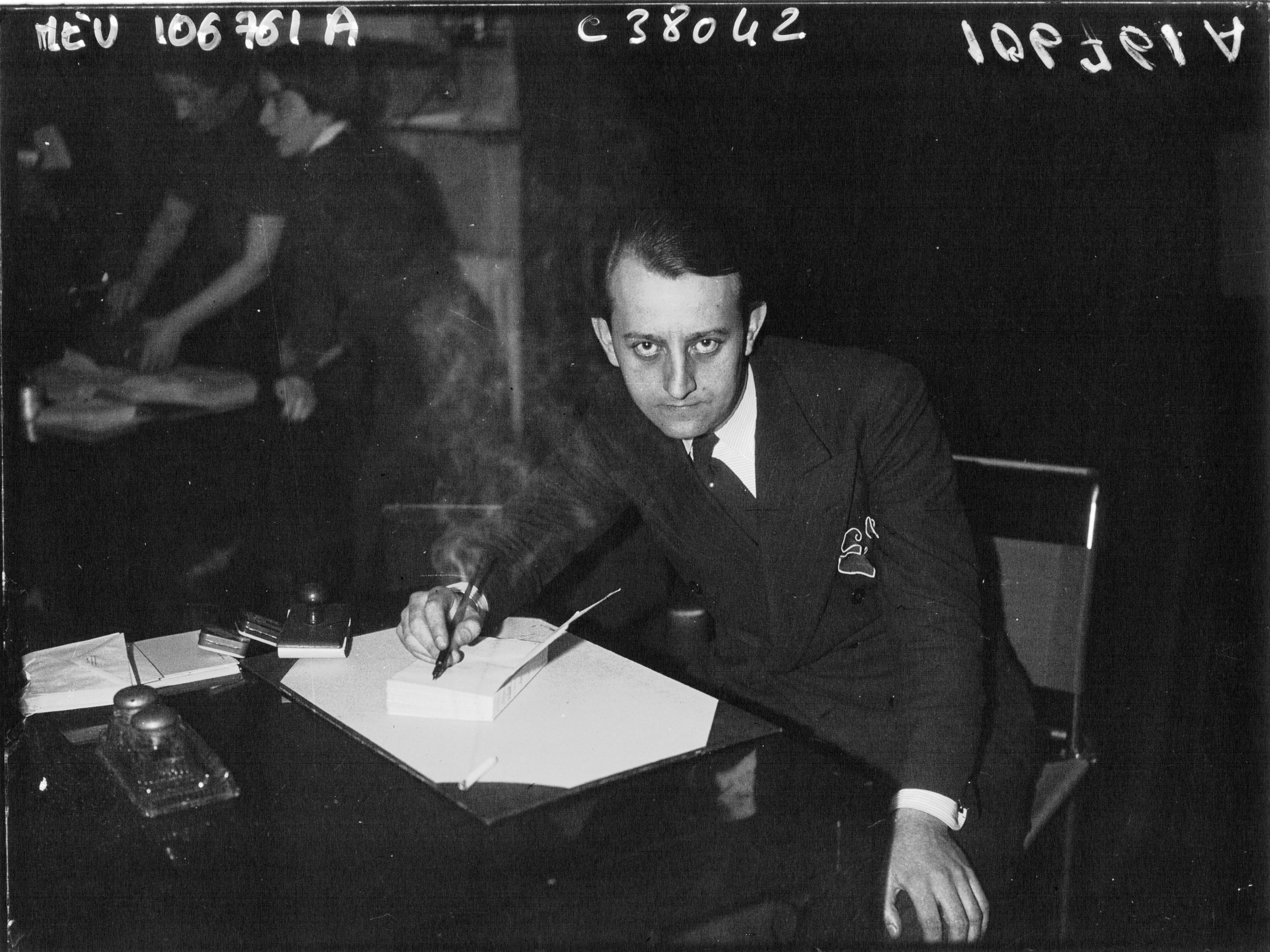
André Malraux, 1930

Depuis Saïgon, André Malraux, suit l'affaire. Dans son journal L'Indochine enchaînée, il dénonce la version officielle qui veut réduire la révolte paysanne à du simple banditisme. Il y pointe les irrégularités de la procédure et les manipulations de la Justice.  
À partir des années 1940, les nationalistes cambodgiens donneront une importance démesurée à ce qui a constitué l'unique assassinat d’un officiel de haut rang français dans l’exercice de ses fonctions au Cambodge.